# Конрад Вернон Мортон
Конрад Вернон Мортон (англ. Conrad Vernon Morton, при народженні — Волтер Вернон Мортон (Walter Vernon Morton), 1905–1972) — американський ботанік та птеридолог.

## Біографія
Волтер Вернон Мортон народився 24 жовтня 1905 року в місті Фресно в Каліфорнії в сім'ї Волтера Кроу Мортона і Номи Бартоломью Мортон. Мати Мортона була відомим садівником, мала свій розарій. Згодом, після смерті батька, Мортон з матір'ю переїхали в місто Берклі. У 1924 році Мортон поступив у Каліфорнійський університет в Берклі. У 1926 році він офіційно змінив ім'я на «Конрад». У травні 1928 року Мортон отримав вчений ступінь бакалавра природничих наук. У 1928 році Мортон став працювати у Смітсонівському інституті.
Навесні 1933 року він подорожував по Оахаці, у 1936 та 1941 їздив на Кубу. З 1932 року Мортон почав видавати наукові публікації, присвячені нижчим рослинам Центральної Америки. З 1950 по 1954 він був членом Міжнародного ботанічного конгресу. Після цього Мортон здійснював поїздки в Гондурас, Гватемалу, Аргентину і на Кубу, почав вивчати флору Пасльонових Південної Америки. До початку 1972 року була майже закінчена його робота по представниках роду Solanum, що ростуть в Аргентині. Мортон раптово помер 29 липня 1972 року у себе вдома у Вашингтоні.

## Роди та види рослин, названі на честь К.В.Мортона
- Mortoniella Woodson, 1939 (Apocynaceae)[3]
- Mortoniodendron Standl. & Steyerm., 1938 (Malvaceae)[4]
- Asplenium mortonii Duek, 1971 (Aspleniaceae)
- Besleria mortoniana Steyerm., 1971 (Gesneriaceae)
- Clidemia mortoniana Standl., 1938 (Melastomataceae)
- Columnea mortonii Raymond, 1961 (=Columnea hirta var. mortonii (Raymond) B.D.Morley, 1973, Gesneriaceae)
- Cyphomandra mortoniana L.B.Sm. & Downs, 1964 (Solanaceae)
- Eupatorium ×mortonianum Alain, 1960 (Asteraceae)
- Gesneria mortonii Wiehler, 1971 (Gesneriaceae)
- Inga mortoniana J.León, 1966 (Fabaceae)
- Microgramma mortoniana de la Sota, 1973 (Polypodiaceae)
- Milla mortoniana H.E.Moore, 1953 (Asparagaceae)
- Niphidium mortonianum Lellinger, 1972 (Polypodiaceae)
- Schoenocaulon mortonii Brinker, 1942 (Melanthiaceae)
- Selaginella mortoniana Crabbe & Jermy, 1973 (Selaginellaceae)
- Thelypteris mortonii A.R.Sm., 1973 (Thelypteridaceae)
- Tigridia mortonii Molseed, 1970 (Iridaceae)
- Topobea mortoniana Wurdack, 1971 (Melastomataceae)
- Viburnum mortonianum Standl. & Steyerm., 1940 (Adoxaceae)
- Witheringia mortonii Hunz., 1969 (Solanaceae)
- Xiphopteris mortonii Copel., 1952 (=Leucotrichum mortonii (Copel.) Labiak, 2010, Polypodiaceae)

## Окремі публікації
- Studies of fern types (Smithsonian Institution Press, Washington, у 2 т., 1967–1973).
- A revision of the Argentine species of Solanum (Academia Nacional de Ciencias, Córdoba, Argentine, 1976).